# Bois-veiné
Notodonta ziczac
Espèce
Synonymes
- Eligmodonta ziczac Linnaeus, 1758

Le Bois-veiné (Notodonta ziczac) est une espèce de lépidoptères (papillons) de la famille des Notodontidae, de la sous-famille des Notodontinae et du genre Notodonta.

## Caractéristiques
- Répartition : de l’Europe à l’Asie centrale.
- Envergure du mâle : 15 à 21 mm.
- Période de vol : d’avril à septembre en une ou deux générations.
- Habitat : peupleraies et oseraies.
- Plantes hôtes : Populus et Salix, parfois Betula et Quercus[1].

## Galerie

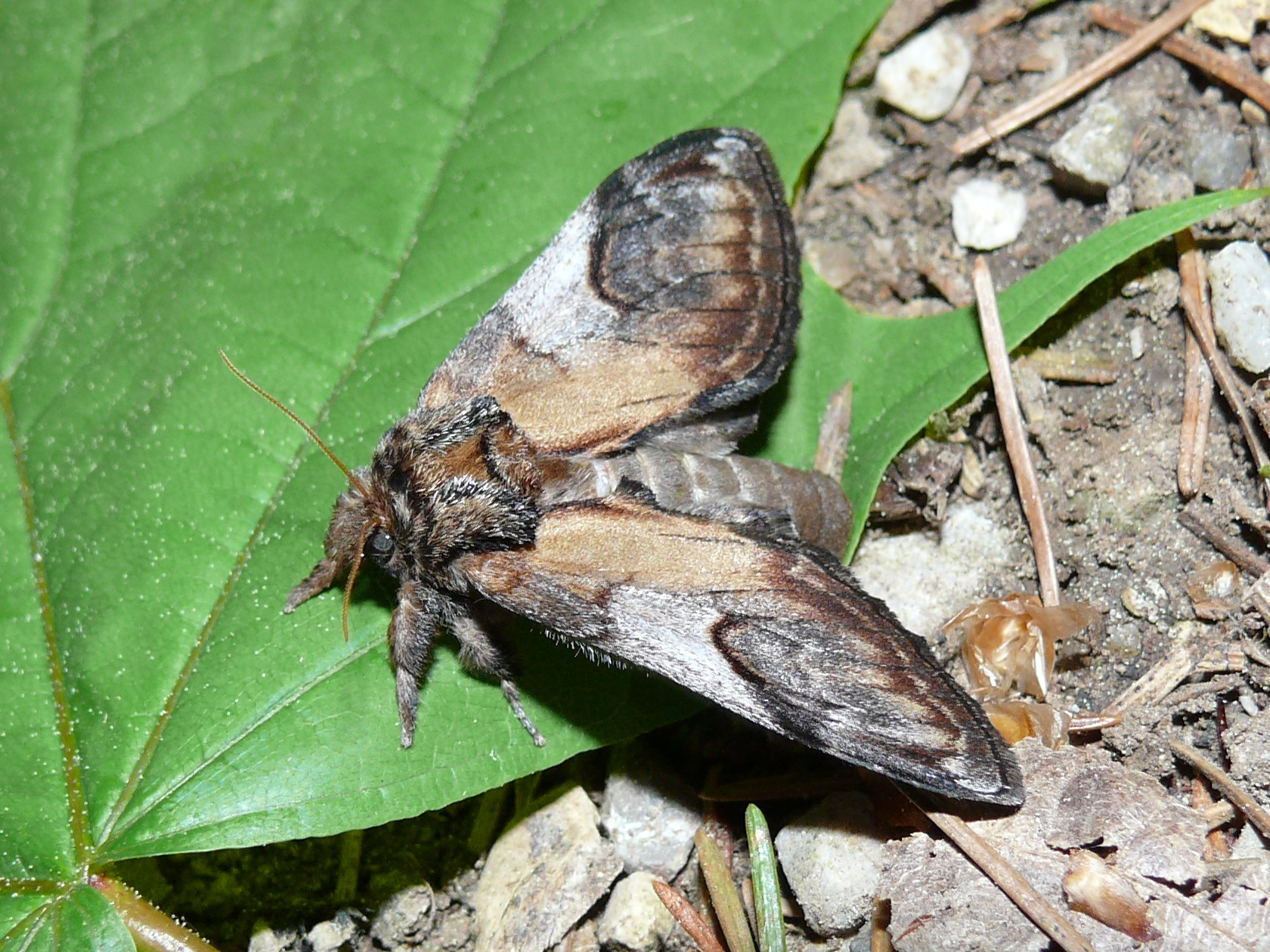
Vue de 3/4 - profil
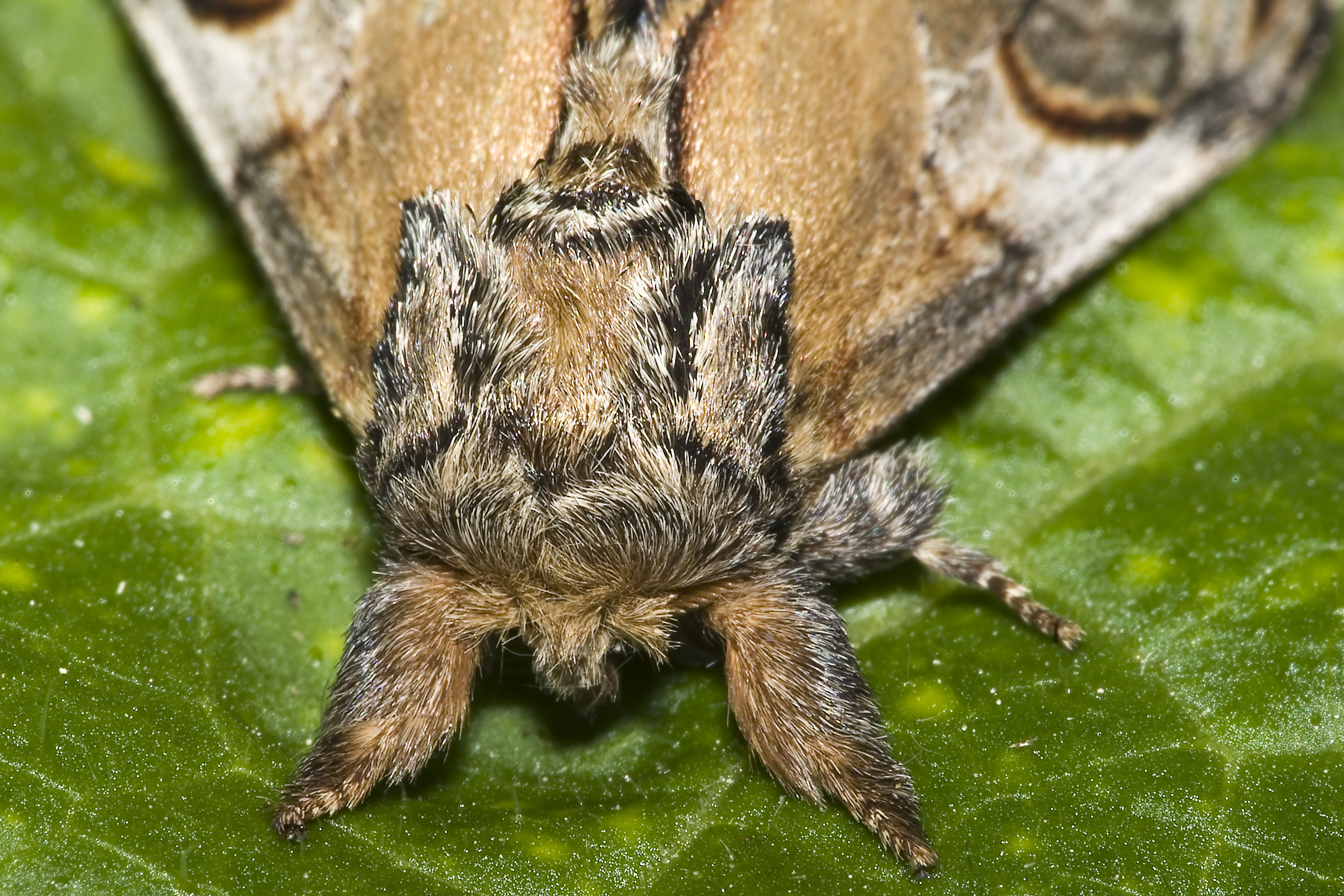
Détail de la tête
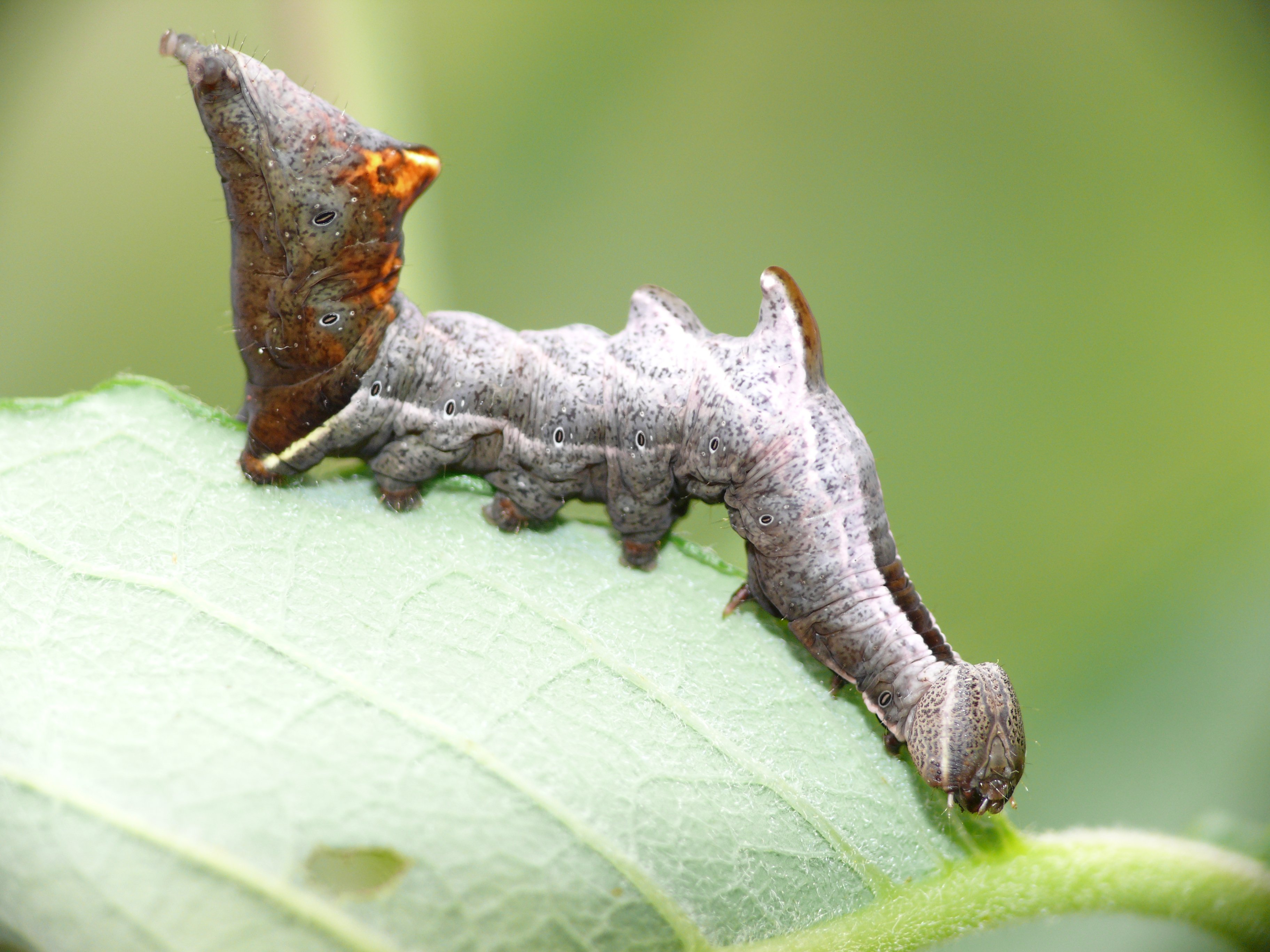
Chenille
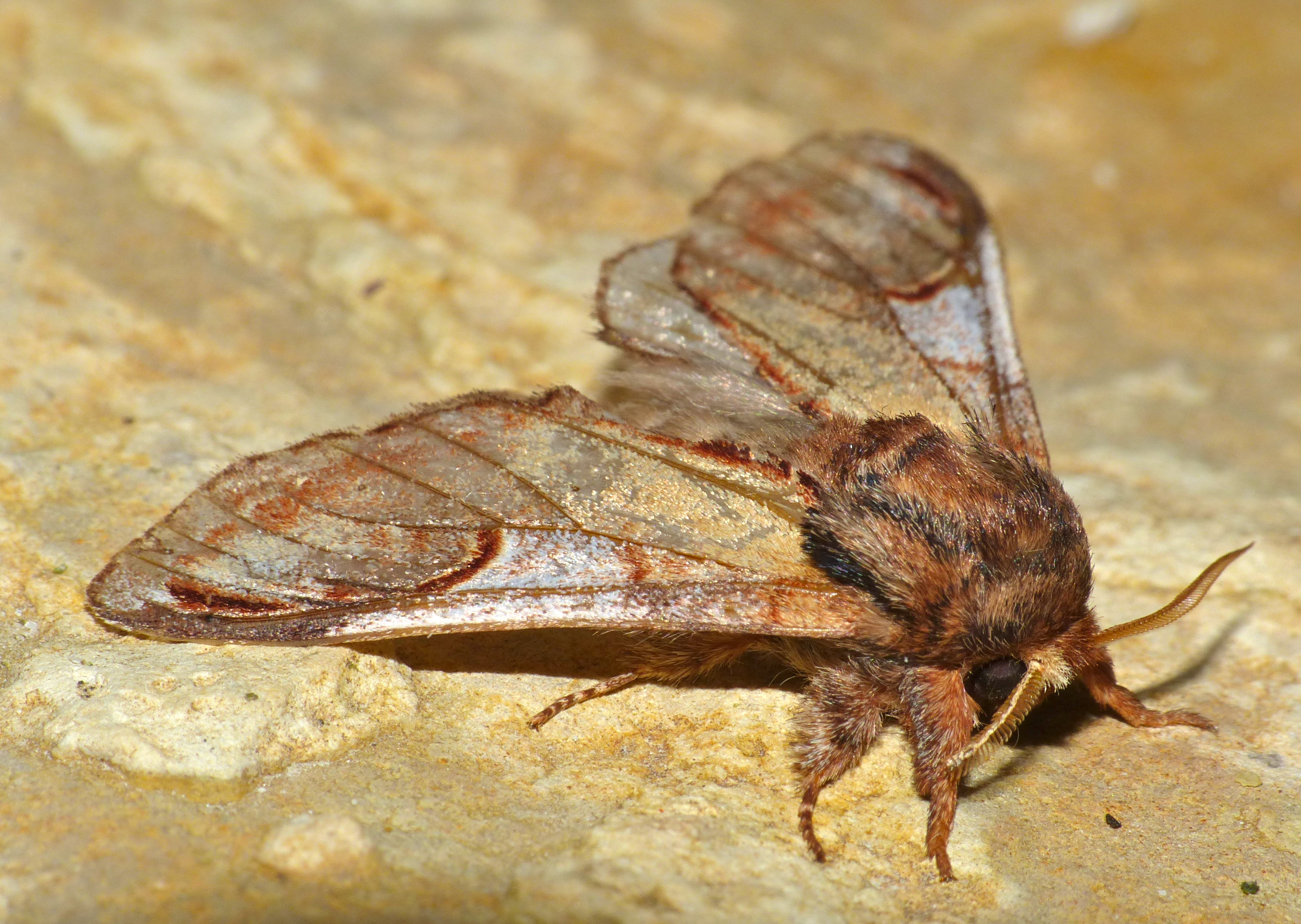
Bois veiné (Asturies, Espagne)

## Source
- P.C. Rougeot, P. Viette, Guide des papillons nocturnes d'Europe et d'Afrique du Nord, Delachaux et Niestlé, Lausanne 1978.